# Ha Hyung-zoo
Dans ce nom coréen, le nom de famille, Ha, précède le nom personnel.
Ha Hyung-zoo, né le 3 juin 1962, est un judoka sud-coréen.
Il est sacré champion olympique en 1980 à Los Angeles en catégorie des moins de 95 kg.

## Palmarès
| Année | Compétition           | Lieu        | Résultat | Catégorie         |
| ----- | --------------------- | ----------- | -------- | ----------------- |
| 1981  | Championnats d'Asie   | Jakarta     | 1er      | Toutes catégories |
| 1981  | Championnats d'Asie   | Jakarta     | 2e       | Moins de 95 kg    |
| 1981  | Championnats du monde | Maastricht  | 3e       | Moins de 95 kg    |
| 1984  | Jeux olympiques       | Los Angeles | 1er      | Moins de 95 kg    |
| 1985  | Championnats du monde | Séoul       | 2e       | Moins de 95 kg    |
| 1986  | Jeux asiatiques       | Séoul       | 1er      | Moins de 95 kg    |
| 1987  | Championnats du monde | Essen       | 3e       | Moins de 95 kg    |